# Аргентина на Светском првенству у атлетици у дворани 2024.
Аргентина је учествовала на 19. Светском првенству у атлетици у дворани 2024. одржаном у Глазгову од 1. до 3. марта петнаести пут. Репрезентацију Аргентине представљала је једна атлетичарка, која се такмичила у трци на 1.500 метара.,
На овом првенству такмичарка Аргентине није освојила ниједну медаљу нити је остварила неки резултат.

## Учесници
Жене:
- Федра Алдана Луна — 1.500 м

## Резултати

### Жене
| Атлетичар         | Дисциплина | Лични рекорд | Квалификација | Квалификација | Финале               | Финале       | Детаљи |
| Атлетичар         | Дисциплина | Лични рекорд | Резултат      | Место         | Резултат             | Место        | Детаљи |
| ----------------- | ---------- | ------------ | ------------- | ------------- | -------------------- | ------------ | ------ |
| Федра Алдана Луна | 1.500 м    | 4:12,95 НР   | 4:17,14 ЛРС   | 5. у гр. 3    | Није се квалификовао | 23 / 27 (28) |        |